# Скандија (Минесота)
Скандија (енгл. Scandia) град је у америчкој савезној држави Минесота.

## Демографија
По попису из 2010. године број становника је 3.936.
| Група             | 2000.    | 2010.         |
| Белци             | 0 (0,0%) | 3.796 (96,4%) |
| Афроамериканци    | 0 (0,0%) | 4 (0,1%)      |
| Азијати           | 0 (0,0%) | 38 (1,0%)     |
| Хиспаноамериканци | 0 (0,0%) | 52 (1,3%)     |
| Укупно            | 0        | 3.936         |